# Kapellenruine Rothenburg (Thüringen)
Die Kapellenruine Rothenburg (Thüringen) befindet sich auf dem Gelände der Rothenburg am steil abfallenden Nordosthang des Kyffhäusergebirges im Kyffhäuserkreis in Thüringen südlich von Kelbra.

## Geschichte
Die Kapelle mit einem trapezförmigen Grundriss soll wohl in der zweiten Hälfte des 12. Jahrhunderts als Doppelkapelle gebaut worden sein. Sie schließt sich nördlich an das Grafenhaus an. Im Westteil ihrer Ruine ist eine Empore über einer Doppelarkade und zwei Kreuzgratgewölben zu sehen. Sie ist durch eine Tür mit Brücke zum Obergeschoss mit Palas verbunden. Nach Südosten findet im romanisch-gotischen Übergangsstil die Ringmauer Anschluss an die aus rotem Sandsteinen erbaute Kapelle.
Nachdem 1576 die letzten Angehörigen der Eigner verstorben waren, verfielen die Burganlage und auch die Kapelle.
Erst während der Romantik erhielt die Rothenburg wieder als Ausflugsziel und Versammlungsstätte Zuspruch. In der Zeit vor der Wende fanden hier Militärangehörige Unterkunft. Nach der Wende kam die Burg- und Kapellenruine durch Kauf wieder in Privatbesitz.